# Він, вона та воно
Він, вона та воно (англ. He, She and It) — науково-фантастичний роман американської письменниці Мардж Пірсі. За межами США має назву «Скляне тіло» (англ. Body of Glass) Події розгортаються в постапокаліптичній Америці.

## Зміст
Події розгортаються в 2059 році, в Північній Америці. Перед тим у 2017 році внаслідок ядерної війни Ізраїль та значна частина Близького Сходу були знищені.
Політична і економічна влада опиниласяв руках 23 багатонаціональних корпорацій із власною соціальною ієрархією, які називаються «мултісами», що створюють власні міста під куполами. В кожному мултісі свої закони.
Втім більша частина населення живе поза мультісами в бідності, утворюючи нечелички поселення. Тут панують банди і законі сильнішого. Виняток становлять так звані «безкоштовні міста», які продають свої технології для мультидіс, але залишаються автономними. Зв'язок здійснюється через мережу, яка дозволяє учасникам проєктувати себе в кіберпросторі у вигляді електронних зображень. Втім тут можливо завдати шкоду людині.
Головний герой Шира втрачає опіку над своїм сином Арі, якого забирає собі її колишній чоловік Джош. Шира повертається з мултіса Якамура-Стічен на батьківщину — до Тікви («Надія»), яке є жидівським вільним містом. Там вона разом з бабусею Малка та Аврамом Штайном починає працювати над соціалізацією кіборга Джоду, який був незаконно створений Аврамом для захисту міста. Завдання Джода — захист міста в кіберпросторі. Поки Шира і Джод вибудовують стосунки (в тому числі й сексуальні), жо Тікви повертається друг дитинства Шири — Гаді, який є сином Аврама. Малка розповідає Джодулегенду про Голема.
Коли Малка працює над хімерами (захисним програмним забезпеченням) для захисту міста від інтернет-атак, на неї нападає загін мултіса Якамура-Стічен. Втім Джод відбиває напад. В результаті Ширу запрошують до Якамура-Стічен, щоб поновити її опіку над сином. Ширу супроводжують Джод, її мати Рівою та Нілі, біотехнологічна жінка з колишнього Ізраїлю. Втім в дорозі на них нападають люди з Якамура-Стічен, внаслідок чого Ріва гине. Шира з друзями проникає в мережу мултіса, де дізнається про змову проти неї та Тікви.
Слідом за цим Шира, Джод і Гаді вирушають до Глопу, бази підільної організації, де приєднуються до опору мултісам. Водночас через кібермережу ведуться перемовини з керівництвом Якамура-Стічен, яке вимагає передати їм Джода. При цьому Шира планує винести на голосування жителів тікви право Джода стати повноцінним громадянином міста. Але Аврам Штайн планує передати Джода, щоб той знищив керувництво Якамура-Стічен. Втім перед тим Джод знищує лабораторію Аврама, а самого вбиває, щоб ніхто не відтворив такого самого кіборга. В результаті Джода передають Якамура-Стічен, де той самознищується. Шира після декількох коливань відмовляється відтворити Джода.

## Нагороди
- Премія Артура Кларка 1991 року